# 李娥姿
李 娥姿（り がし、536年 - 588年）は、中国北周の武帝宇文邕の夫人（側室）。武帝の在位中は皇后として立てられていないが、宣帝宇文贇を生んだため、正史では皇后として扱われている。

## 経歴
江陵の出身であった。554年、于謹が江陵を陥落させると、彼女の家は奴婢に落とされた。彼女は長安に連行され、宇文泰は身柄を宇文邕に与えた。彼女は宇文邕の寵愛を受け、宇文贇や漢王宇文賛を生んだ。578年7月、帝太后に立てられた。579年2月、称号を天元帝太后に改められた。7月、天皇太后となった。580年2月、天元聖皇太后となった。5月、宣帝が死去すると、静帝により太帝太后に立てられた。581年2月に隋が建てられると、3月に出家して尼となり、常悲と改名した。588年、53歳で死去し、尼の礼で大興城（長安）の南に葬られた。

## 伝記資料
- 『周書』巻九 列伝第一 皇后
- 『北史』巻十四 列伝第二 后妃下